# Raoul-Auger Feuillet

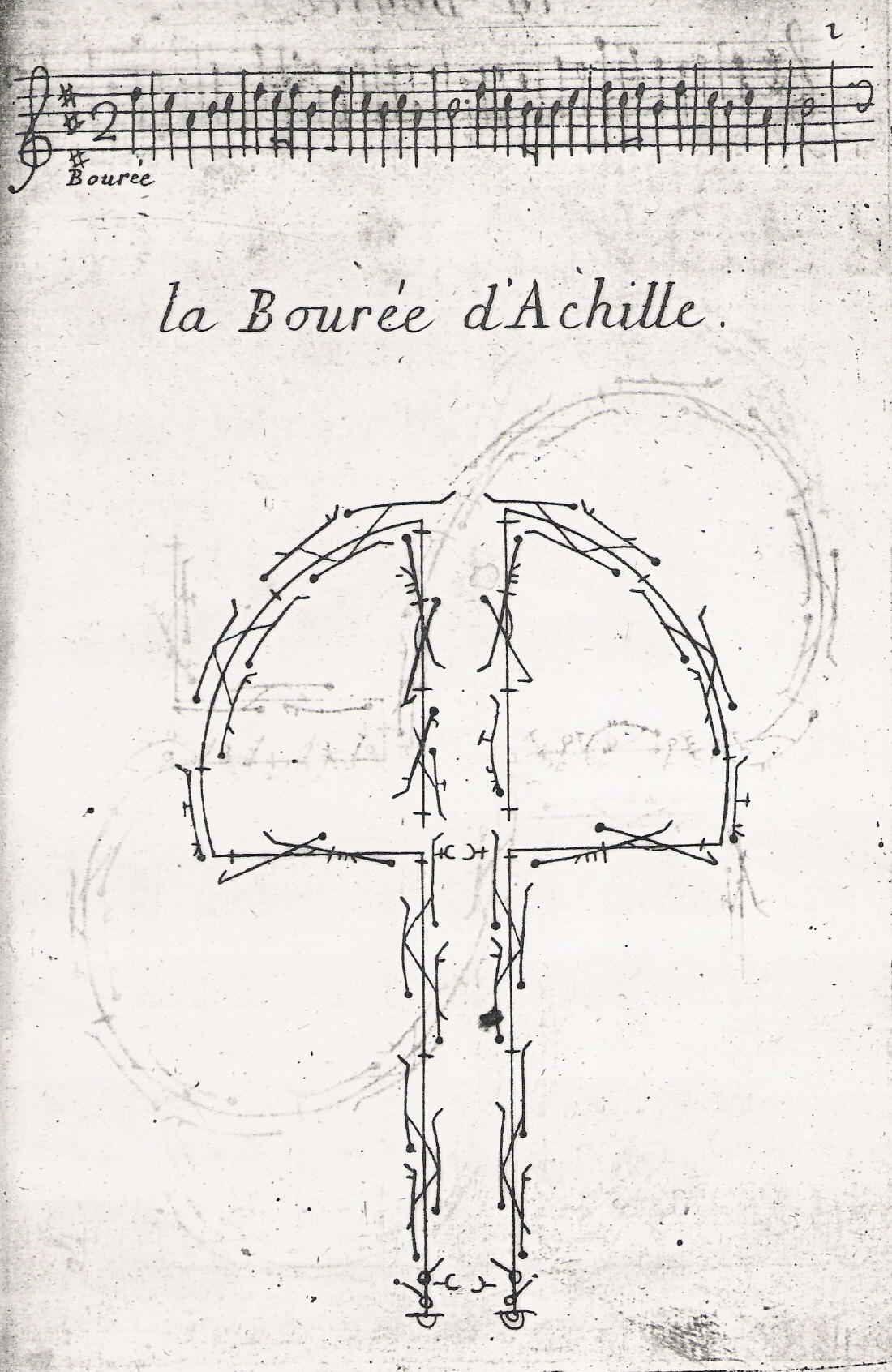
Una pàgina de Chorégraphie

Raoul Auger Feuillet (1650? – 1709?) va ser un ballarí i coreògraf francès, membre de l'Acadèmia Reial de Dansa francesa, que va publicar un tractat de dansa,Chorégraphie ou l'art de décrire la danse, que és la primera font que coneixem on s'usa la paraula "coreografia", a més d'alguns reculls de danses i balls de saló. Aquests usaven un tipus de notació usada al final del segle xvii i al segle xviii a l'Acadèmia Reial a París, especialment per a la dansa barroca.